# Тугай (Гафурійський район)
Туга́й (рос. Тугай, башк. Туғай) — присілок у складі Гафурійського району Башкортостану, Росія. Входить до складу Саїтбабинської сільської ради.
Населення — 92 особи (2010; 95 в 2002).
Національний склад:
- башкири — 100%